# Ljurskamjölnaren

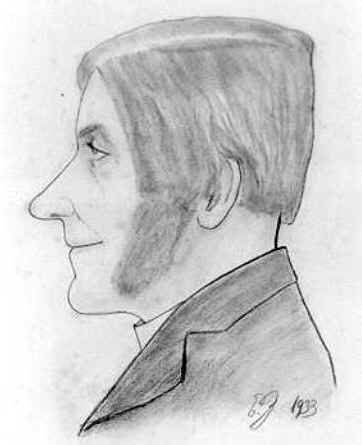
En samtida teckning av Anders Petter Andersson (Från Nårungabygdens Missionshistoriska Museum)

Anders Petter Andersson, även Ljurskamjölnaren, född 29 januari 1829 i Ljurs socken, Älvsborgs län, död där 20 oktober 1878 var en svensk mjölnare och väckelsepredikant som fick stor betydelse för den väckelse som förändrade Nårungabygden.

## Biografi
Ljurskamjölnaren som bodde vid kvarnen vid Ljurs Damm brände brännvin hemma precis som flertalet hushåll gjorde under denna period men hade börjat grubbla över existentiella frågor och då främst kring den "eviga fördömelsen" som skulle drabba alla som inte trodde på Gud. För att se om han kunde klara helvetets eldar testade han en kväll att stoppa in handen i elden under hembränningsapparaten:
| ” | En natt, då jag satt därnere i det usla kyffet (bränneriet), kom jag att tänka på, huru de hade det i helvetet. Kanske är det icke så fasligt, som de säga, tänkte jag. För att försöka om det kunde vara möjligt att uthärda helvetets eld, beslöt jag sticka mitt finger under elden i pannan, och kunde jag hålla det där, då beslutade jag att icke omvända mig. Ögonblickligen stack jag fingret i elden, men hann knappast att få dit det, innan det sved alldeles förfärligt. Häröver förskräckt, började jag genast ropa till Gud, sprang därpå ifrån alltsammans upp till min hustru och svärmoder, samt utbrast: "Jag far till helvetet!" | „ |

Ljurskamjölnaren beslutade härefter att sätta Gud på prov en gång till genom att se om det kunde regna endast på hans lilla "lycka" en sommardag 1858:
| ” | Solen sken och allt var så skönt omkring mig, men, ack, om jag ändå visste huruvida Gud älskade mig, skriade det i mitt inre. Jag böjde mina knän vid stenen och bad så här: "Herre Gud, om du älskar mig och vill vara mig nådig, så låt det regna nu, medan solen skiner, bara över min lilla lycka (gärde), ty jag vill verkligen veta, om du har kärlek till mig och vill frälsa mig från helvetet; men älskar du, kära Gud, mig inte, och vill du inte frälsa mig, så låt det inte regna heller." Så bad jag, och till min stora glädje började det regna riktigt stora droppar, så snart jag stigit upp från bönen. Att jag nu kände mig glad och lycklig, då Gud så tydligt visat, att han älskade mig, det var ju alldeles naturligt. Sedan fick jag lust och mod att ropa på syndare, att de skulle omvända sig. Men ack, hur svårt kände jag det icke, när de icke ville höra och tro, vad jag sade. | „ |

Detta ledde till Ljurskamjölnarens omvändelse som blev starten på en stor väckelse som sedermera ledde till Missionsförbundets starka ställning i Vårgårda kommun. Det är denna väckelse samt följderna av den som är dokumenterade i Nårungabygdens Missionshistoriska Museum.